# Комар В'ячеслав Степанович
В'ячесла́в Степа́нович Комар — старший солдат, Збройні сили України, учасник російсько-української війни.

## Життєпис
Народився 1984 року в селі Любицьке Новомиколаївського району Запорізької області. 2000 року закінчив 9 класів Любицької. У 2002—2003 роках проходив строкову службу.
28 квітня 2014 року призваний на військову службу за мобілізацією. Командир відділення, 23-й батальйон територіальної оборони «Хортиця».
Загинув вранці 5 вересня 2014-го під час несподіваного мінометного обстрілу під Широкиним. Тоді ж загинули старший солдат Володимир Попов та солдат Юрій Демидов.
Вдома лишилися батьки, сестра з родиною.

## Нагороди і вшанування
За особисту мужність і героїзм, виявлені у захисті державного суверенітету та територіальної цілісності України, вірність військовій присязі під час російсько-української війни нагороджений
- орденом «За мужність» III ступеня (26.2.2015, посмертно)
- орденом «За заслуги перед Запорізьким краєм» III ступеня (посмертно)